# TriBeCa
TriBeCa, nu gewoonlijk Tribeca, is een wijk in Lower Manhattan in de Amerikaanse stad New York. De naam is een porte-manteau van "Triangle Below Canal Street" (Nederlands: "driehoek onder Canal Street"). De wijk ligt ruwweg tussen Canal Street in het noorden, de river de Hudson in het westen, Vesey Street in het zuiden en Broadway in het oosten. Het district wordt begrensd door het World Trade Center in het zuiden, SoHo in het noorden en Lower East Side in het oosten.
TriBeCa was oorspronkelijk een industriegebied met veel pakhuizen. In de jaren zestig van de twintigste eeuw, na een periode van verwaarlozing, vestigden veel kunstenaars zich op de zolders van de verlaten pakhuizen. Het werd weer een levendige buurt, waar veel pakhuizen tot appartementen werden omgebouwd, en nieuwe bedrijven zich vestigden. Het is nu een van de meest gewilde wijken van New York.
Het Tribeca Film Festival is een belangrijk filmfestival dat de beste films van de filmindustrie in New York laat zien.
De in- en uitgangen van de Holland Tunnel, die New York met New Jersey verbindt, bevinden zich in het noordwesten van TriBeCa.
In 2016 werd 56 Leonard Street opgeleverd, het hoogste gebouw (250 m) in deze wijk.

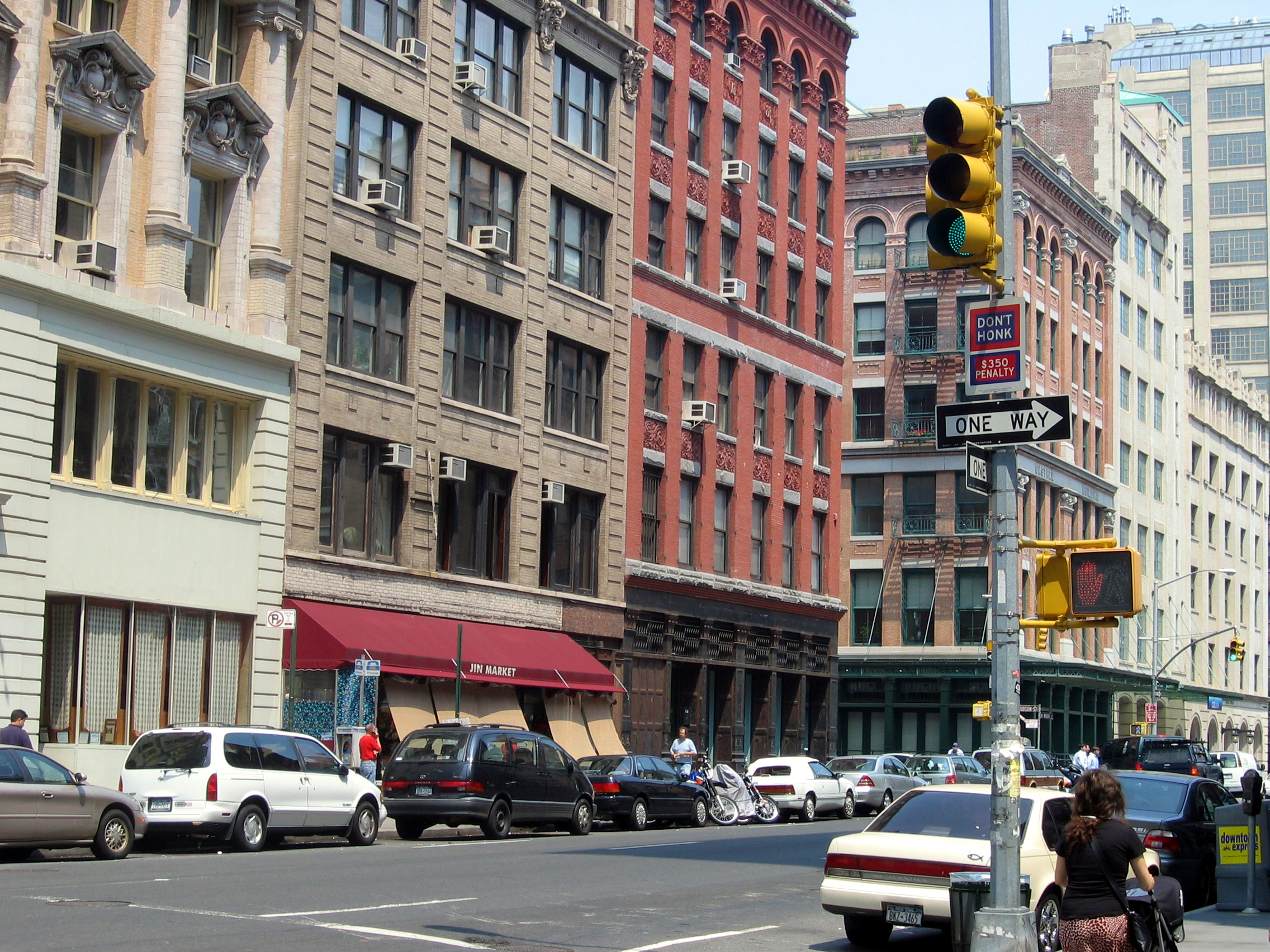
Hudson Street in TriBeCa
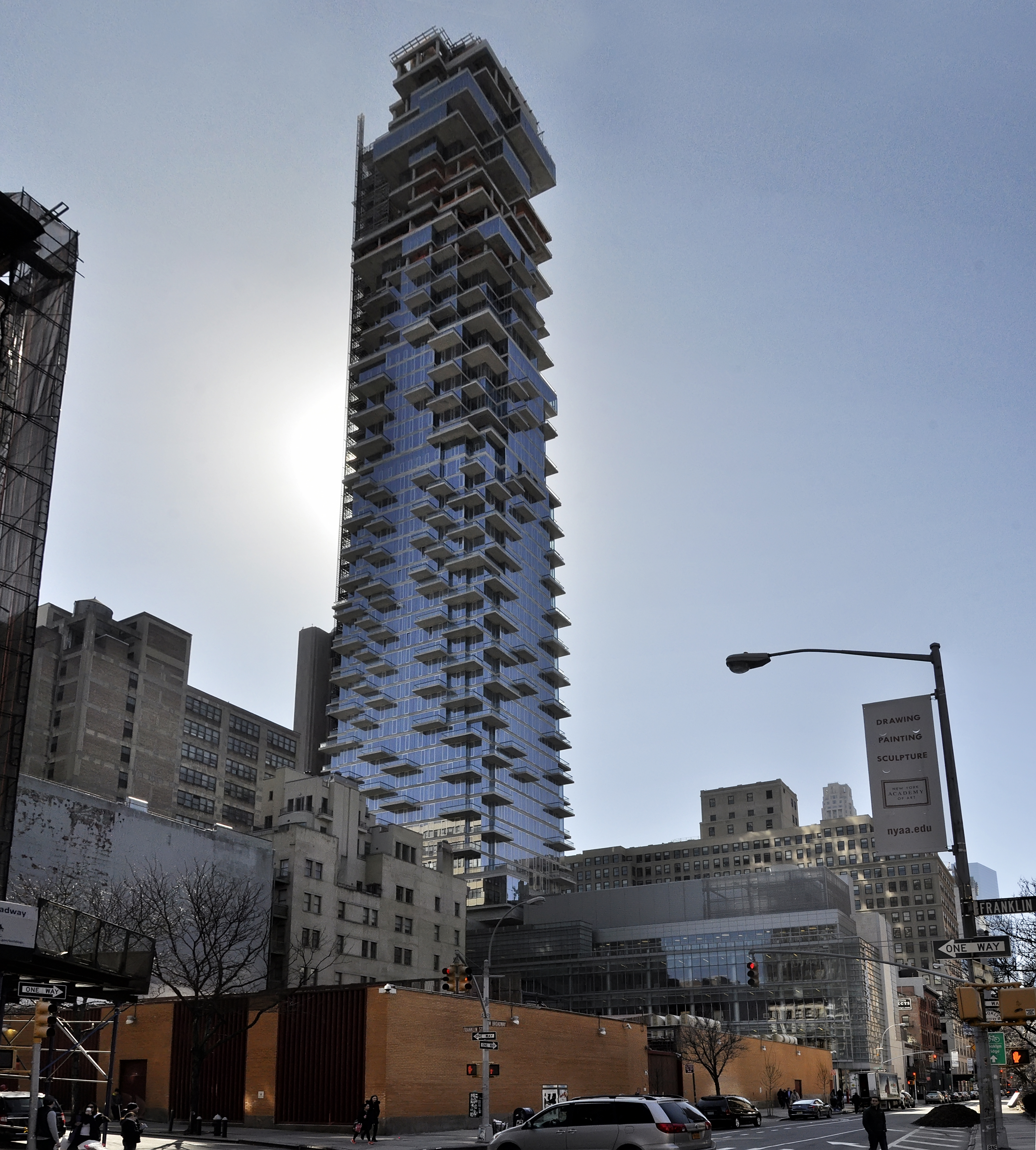
56 Leonard Street
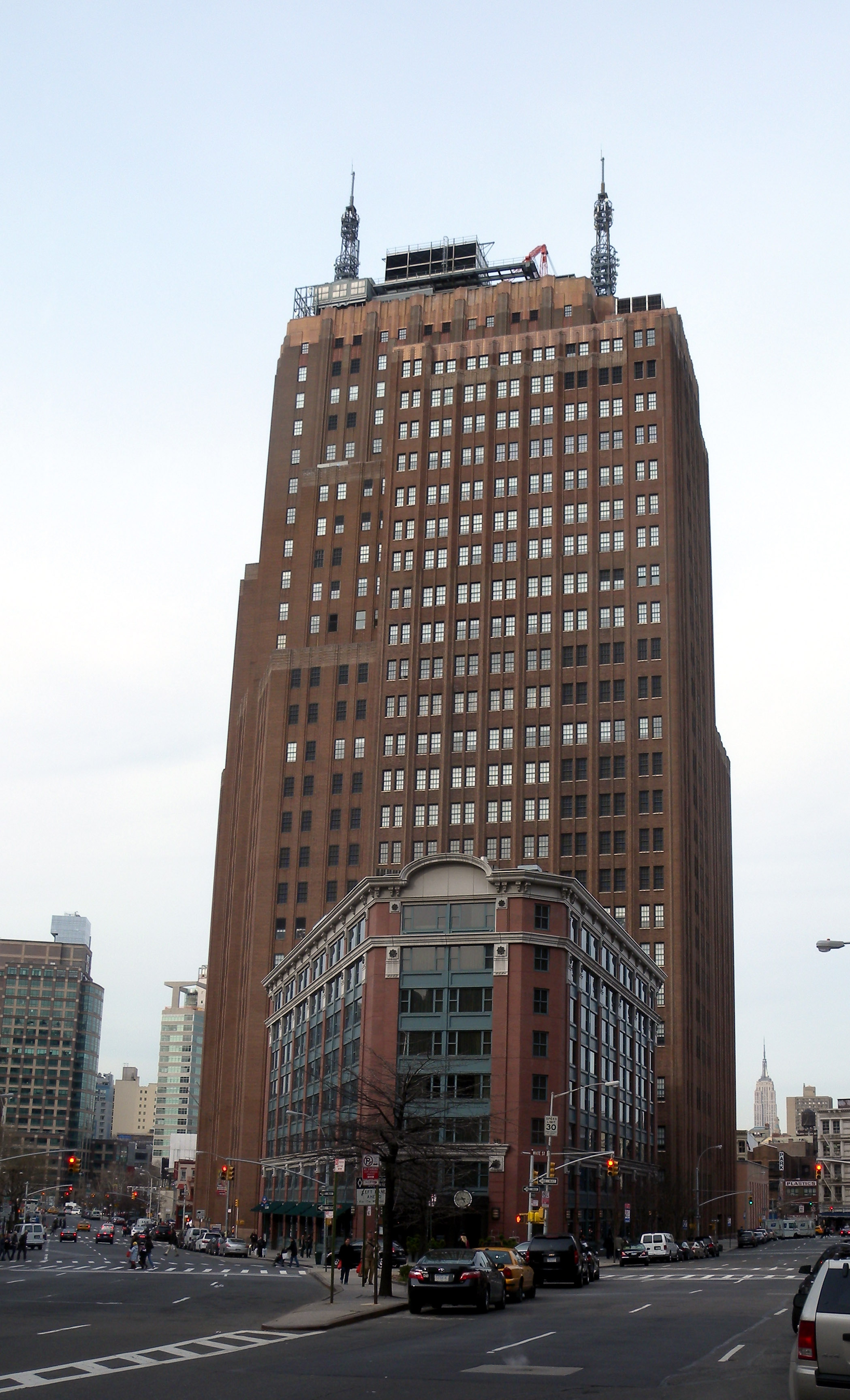
32 Avenue of the Americas
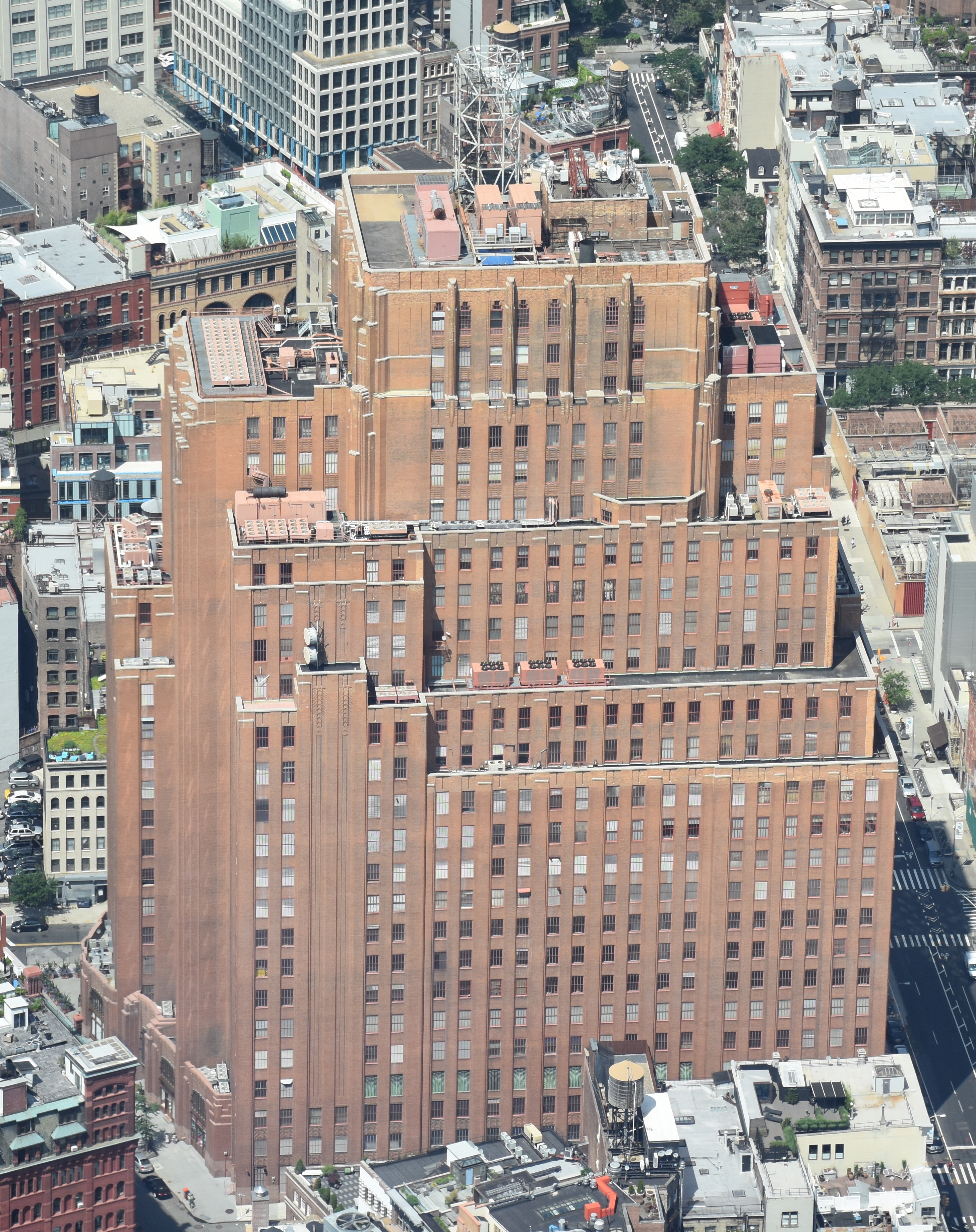
60 Hudson Street
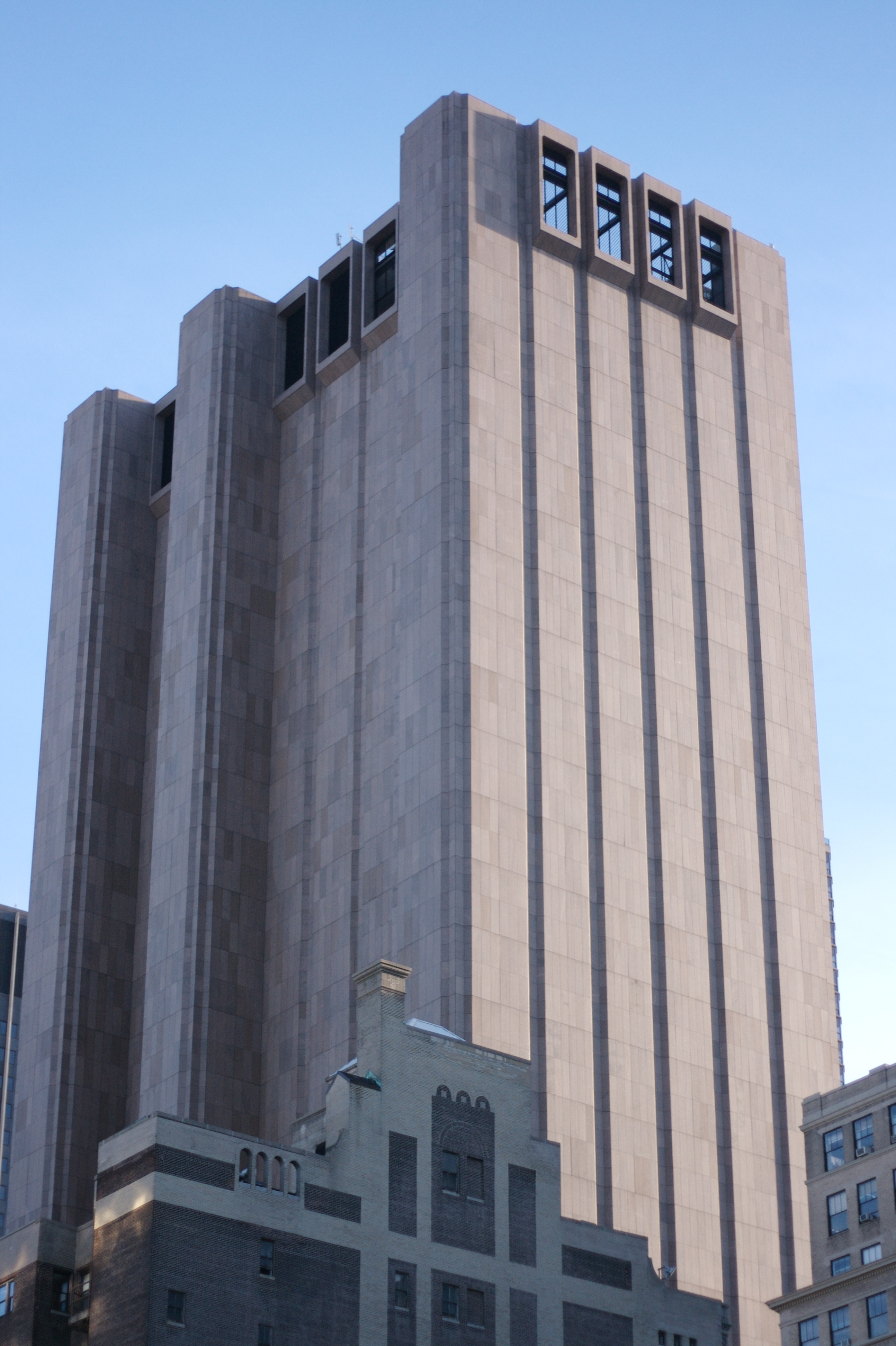
33 Thomas Street

Alphabet City · Battery Park City (Financial District) · Bowery · Carnegie Hill · Chelsea · Chinatown (Financial District) · Civic Center · Greenwich Village · Hamilton Heights · Harlem · Hell's Kitchen · Hudson Yards · Inwood · Kips Bay · Koreatown · Lenox Hill · Lower East Side · Little Italy (Financial District) · Manhattanville · Marble Hill · Meatpacking District · Morningside Heights · Murray Hill · NoHo · Riverside South · Rose Hill · SoHo · South Street Seaport (Financial District) · TriBeCa / Lower West Side · Two Bridges · Upper West Side · Upper East Side · Yorkville · Washington Heights · World Trade Center (Financial District)